# Francisco Fernández de Córdoba y Mendoza
Francisco Fernández de Córdoba y Mendoza (?-Madrid, 1536), conegut simplement com a Francisco de Mendoza, va ser un noble i religiós castellà que va ser bisbe d'Oviedo i Palència i administrador de les diòcesis de Toledo i Zamora.
Fill del segon comte de Cabra, Diego Fernández de Córdoba, servidor dels Reis Catòlics a la guerra de Granada, i de Maria Hurtado de Mendoza, filla dels ducs d'El Infantado. Els seus pares van procurar-li una bona educació, tot i que no era costum entre els nobles a l'època. Va assistir a la Universitat de Salamanca, on va conèixer Lucio Marineo Sículo, el qual testifica que sortiria d'ella «excelente en la doctrina, y llegaria à alcanzar grandes dignidades», a més ho va prometre als seus pares. Pel que fa al seu aspecte, el mateix Sículo esmenta que era greu d'aspecte, modest en la conversa, d'enginy perspicaç, memòria fàcil, constant en la feina, amant del seu propi honor, moderat amb el menjar, el beure i el son, i un cristià especialment devot; al llarg del seu pas per la universitat va augmentar el seu enginy, erudició i autoritat en les matèries.
Acabats els estudis, se li va concedir l'ardiaconat de Pedroche, a la catedral de Còrdova. Durant la revolta dels comuners, en absència de Carles I va encarregar-se del govern del l'arxidiòcesi de Toledo en substitució de Guillermo de Croy i hi va contenir els moviments rebels. A més, empresonat el bisbe de Zamora, Antonio de Acuña, va exercir com a administrador de la diòcesi i, aleshores va quedar vacant la seu d'Oviedo per mort de Diego de Muros i va prendre possessió el 19 de gener de 1526. Va contribuir a continuar les obres de la catedral, especialment la capella major. Més tard, després de ser administrador de Zamora, va deixar el bisbat d'Oviedo per passar a ser bisbe de Zamora el 1528 i, després, entre 1534 i fins a la seva mort, el 1536, ho va ser de Palència. Va morir a Madrid, després d'haver estat nomenat també comissari general de la Croada i president del consell de l'emperadriu Isabel de Portugal. El seu cos va ser depositat al monestir de San Jerónimo el Real, al qual va deixar un llegat de 600 morabatins.